# Chestyn Onofre
Chestyn Yeciel Onofre Contreras (Santa Fe, Departamento de Colón, Honduras, 7 de diciembre de 1991) es un futbolista hondureño. Juega como defensa y su equipo actual es el Club Deportivo Vida de la Liga Nacional de Honduras.

## Clubes
| Club | País     | Año           |
| ---- | -------- | ------------- |
| Vida | Honduras | 2011-presente |